# 謝爾博特恩峰
72°14′S 26°34′E / 72.233°S 26.567°E
謝爾博特恩峰，是南極洲的山峰，位於毛德皇后地的朗希爾德公主海岸，處於伊薩克森山和德沃爾峰之間，屬於南龍達訥山脈的一部分，海拔高度3,210米，挪威製圖師根據空中照片繪入地圖，現時由南極條約體系管理。

## 外部連結
- . . United States Geological Survey.   [2013-05-09].
- 本条目引用的公有领域材料来自美国地质调查局的文档《謝爾博特恩峰》 （資料來自地名信息系统）。